# Stephanie Bice
Stephanie Bice, née Asady le 11 novembre 1973 à Oklahoma City (États-Unis), est une femme politique américaine, membre du Parti républicain. Elle siège au Sénat de l'Oklahoma (en) pour le 22e district de 2014 à 2020. En novembre 2020, elle est élue représentante des États-Unis pour le 5e district de l'Oklahoma. 

## Biographie

### Jeunesse
Le père de Stéphanie Asady, Hossein Asady, également connu sous le nom de Joe Asady, est d'origine iranienne. Elle est diplômée de la Putnam City High School dans l'Oklahoma. Elle travaille pendant huit ans dans la supervision financière, la stratégie commerciale et le marketing pour la société technologique de sa famille à Oklahoma City. Elle aide ensuite à diriger une agence de marketing numérique en tant que vice-présidente du développement commercial,.

### Carrière politique

#### Sénat de l'Oklahoma
En novembre 2014, Stéphanie Bice est élu au Sénat de l'Oklahoma. Elle est réélue en 2018 avec 68 % des voix aux élections générales après avoir obtenu 73 % des voix à la primaire républicaine, battant Leslie NesSmith. Elle siège au sous-comité sur l'administration générale et les transports et aux comités des affaires, du commerce et du tourisme, des finances et de la sécurité publique.
En 2016, elle est élue par le caucus républicain du Sénat pour occuper le poste de cheffe adjointe de la majorité au Sénat.
Les votes de Bice sur l'avortement sont variés, votant pour 12 des 14 projets de loi pro-vie au cours de son mandat législatif. Elle refuse cependant de soutenir la législation anti-avortement la plus restrictive. Bice reçoit également une note A de la NRA.
Elle est la rapporteuse au Sénat du projet de loi 1269 de la Chambre qui prévoit un allègement aux personnes qui purgent des peines de prison pour des crimes qui sont devenus des délits.
Elle parraine également le SB 142, qui exige le consentement éclairé des patients des maisons de retraite et de leurs familles concernant l'utilisation de puissants antipsychotiques. La mesure concerne la surutilisation de médicaments antipsychotiques puissants pour les patients des maisons de retraite médicalisés qui n'ont pas reçu de diagnostic psychiatrique et qui n'ont pas donné leur consentement éclairé. La mesure est promulguée en mai 2019.
Enfin, elle soutient la question 792, procédant à la première révision de la réglementation sur l'alcool depuis 1959 lorsque l'interdiction a été abrogée dans l'Oklahoma et qui permet aux épiceries de vendre de la bière et du vin. Les partisans de la mesure font valoir qu'elle libéralise les ventes d'alcool, tandis que les opposants font valoir qu'elle favorise les grandes épiceries et les grandes chaînes au détriment des petites entreprises.

#### Chambre des représentants
En avril 2019, Bice annonce sa candidature pour le 5e district congressionnel de l'Oklahoma aux élections de 2020. Elle se classe deuxième à la primaire républicaine du 30 juin 2020 derrière Terry Neese (en), une femme d'affaires qui a déjà été la candidate républicaine au poste de lieutenant-gouverneur de l'Oklahoma en 1990. Aucun candidat n'ayant obtenu 50 % des suffrages exprimés, Bice et Neese se qualifient pour le second tour,. Bice bat Neese au second tour des élections et affronte la démocrate Kendra Horn aux élections générales.
Le 5e district, dans lequel Bice affronte la titulaire démocrate Kendra Horn, était un bastion républicain pendant plus de quarante ans jusqu'à l'élection de cette dernière en 2018. Lors du scrutin du 3 novembre 2020, elle est élue en obtenant 52,06 % des voix. Elle est la première Américaine d'origine iranienne élue au Congrès.

### Vie privée
Elle épouse Geoffrey Bice en 1996 et ils ont deux filles. Elle est catholique et fréquente l'église Saint-Eugène à Oklahoma City.

## Distinctions
Bice est choisie comme l'une des 52 législatrices à travers les États-Unis pour la promotion des dirigeants émergents de la State Legislative Leaders Foundation de 2015. Elle est également sélectionnée en tant que dirigeante émergente de GOPAC (en) pour 2015 et reçoit le prix Rising Star de la Chambre de commerce de l'État de l'Oklahoma,. Cette année-là, elle s'adresse à la Southern Republican Leadership Conference tenue à Oklahoma City. Elle est choisie comme l'une des 25 femmes de la Governing Institute's Leadership Class de 2016. Bice est une boursière de l'Institut Aspen–Rodel.